# 褚玉璞
褚 玉璞（ちょ ぎょくはく）は中華民国の軍人。北京政府、奉天派に属し、特に山東省を拠点とした張宗昌の配下として活動した。字は薀山。

## 事跡
青年期はは緑林の徒として活動した。最初は安徽都督柏文尉の軍に加えられている。しかし、1913年（民国2年）に張宗昌配下に転じ、褚玉璞は営長となる。1917年（民国6年）、張が馮国璋から第6混成旅旅長に任命されると、褚はやはり営長として動員された。同年に張が暫編陸軍第1師師長となると、褚は団長に昇進している。
1921年（民国10年）に張宗昌が江西省で軍を喪失しても、褚玉璞はこれに従い、ともに奉天派に加わった。以後、第3混成旅第50団団長、第28混成旅旅長を歴任した。1926年（民国15年）、褚は直魯聯軍第1軍副軍長兼前敵総指揮に任命され、馮玉祥の国民軍を撃破している。この時の功績により、直隷軍務督弁兼直隷省長に任命された。しかし、1928年（民国17年）に奉天派が中国国民党の北伐軍に敗北すると、張と褚は下野した。
その後も、褚玉璞は張宗昌のために、山東省膠東一帯で活動し再起を図った。しかし1931年（民国20年）、かつての部下であった国民革命軍第21師師長兼山東省政府委員の劉珍年に膠東で捕縛され、生埋めの刑に処された。享年45。